# تشارلي بريغز
تشارلي بريغز (بالإنجليزية: Charlie Briggs)‏ (4 أبريل 1911 في المملكة المتحدة - 29 يناير 1993 في المملكة المتحدة) هو لاعب كرة قدم بريطاني (وحمل سابقاً جنسية المملكة المتحدة لبريطانيا العظمى وأيرلندا) في مركز حراسة المرمى. لعب مع نادي فولهام ونادي هاليفاكس تاون.